# Fleetwood (Lancashire)

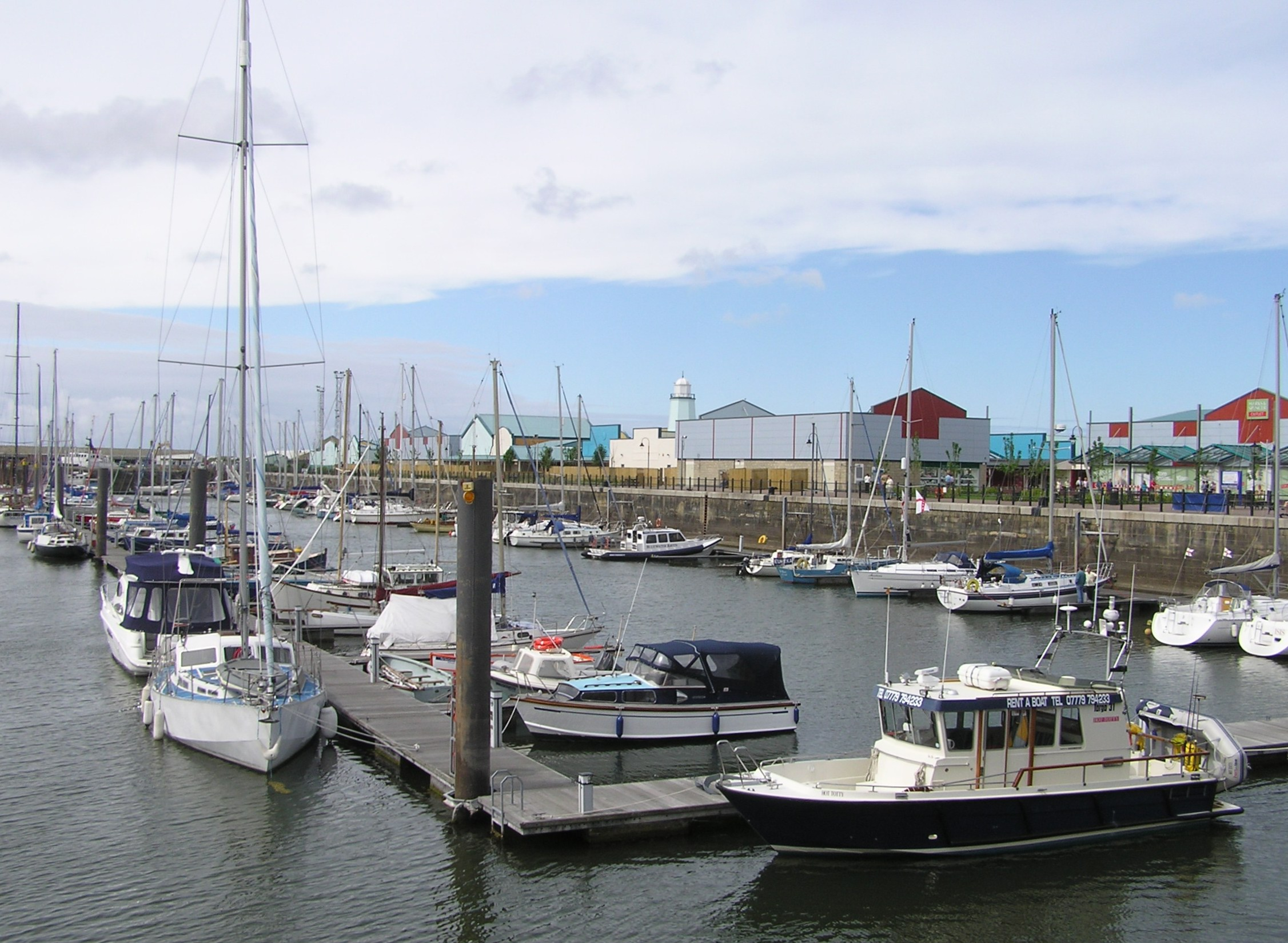
Vista da marina

Fleetwood é uma cidade do distrito de Wyre, Lancashire, Inglaterra. Tem uma população de 25.939 habitantes, pelo censo de 2011. 
Por quase todo o século XX foi um importante porto pesqueiro, mas a partir de 1970 a industria da pesca declinou rapidamente e o município passa por dificuldades econômicas.
O local serve atualmente como um resort marinho, servindo como um quieto contraste com a vizinha Blackpool.